# 霍普頓 (加利福尼亞州)
霍普頓（英語：Hopeton）是位於美國加利福尼亞州默塞德縣的一個非建制地區。該地的面積和人口皆未知。

## 地理
霍普頓的座標為37°29′30″N 120°31′52″W / 37.49167°N 120.53111°W，而該地的平均海拔高度為56米（即184英尺）。